# HD 219644
HD 219644，又名CP-68 3567，SAO 255455、HR 8855，是一颗恒星，视星等为6.13，位于銀經315.82，銀緯-47.26，其B1900.0坐标为赤經23h 12m 8.8s，赤緯-68° -47.26′ 4″。